# Halgerda brunneomaculata
Espèce
Halgerda brunneomaculata est une espèce de nudibranches du genre Halgerda et de la famille des Discodorididae.

## Répartition géographique
Cette espèce est présente dans l'océan Pacifique depuis Okinawa jusqu'à la Grande barrière de corail en Australie en passant par les Îles Mariannes du Nord, Guam, Fidji et la Papouasie-Nouvelle-Guinée.

## Habitat
Halgerda brunneomaculata se rencontre à des profondeurs variant de 2 à 86 m.

## Description
Halgerda brunneomaculata mesure entre 6 et 23 mm,.

### Morphologie externe
Halgerda brunneomaculata présente un corps, de forme ovale allongé, ferme et lisse avec un profil relativement bas. Le dos arbore de petites crêtes, disposées en motif réticulé de polygones irréguliers, surélevées mais sans tubercules aux jonctions. Le pied est relativement large et présente sur sa partie antérieure une rainure transversale. Son extrémité postérieure est arrondie et s'étend au-delà de l'arrière du manteau. Les tentacules sont digitiformes. La couleur de fond du dos et du pied est d'un blanc à jaune translucide et les viscères peuvent être vus au travers,. Les crêtes sont jaune vif. Une seule tache sombre est présente dans les dépressions entre les crêtes bien qu'il puisse y avoir deux petites taches sur certains petits animaux,. Quelques petites taches sombres sont également présentes sur le dessous du corps et sur le pied,. Le bord du manteau et le pied sont jaunes. Les fourreaux branchiaux et rhinophoraux sont lisses. Les rhinophores sont extrêmement longs et effilés vers les pointes. Ils sont lamellés sur la moitié de leur longueur avec de 25 à 27 lamelles rhinophorales. La base du rhinophore est blanche avec une épaisse ligne noire s'étendant sur la longueur du côté postérieur de la tige. Le club est conique et jaune. Les branchies sont unipennées, extrêmement longues et peu pennées. Chacune des deux rachae branchiales principales est divisée en trois branches secondaires. Chacune présente une épaisse bande brune sur la face antérieure. La papille anale est longue et présente des pigments bruns près de l'orifice anal chez certains animaux.

### Armature buccale
La masse buccale n'est pas pigmentée mais de petites taches sombres sont présentes à l'ouverture. La cuticule labiale est lisse et dépourvue de bâtonnets. Le sac radulaire est allongé et repose à plat sur l'extrémité postérieure de la masse buccale. La radula présente une formule dentaire de 44 × 39.0.39 mais peut varier de 37 à 51 rangées. Les cinq dents externes sont beaucoup plus petites que les dents latérales internes et moyennes et ont de longues denticules finement divisées. Les huit dents latérales intérieures sont plus petites et ont des crochets plus courts que les dents latérales centrales et les rangées sont disposées en forme de V. Les dents latérales du milieu sont armées de longs crochets pointus avec une base aplatie qui chevauche la dent adjacente.

### Système reproducteur
Le système reproducteur est triaulique. L'ampoule, plutôt aplatie, est tubulaire, modérément allongée et repose à plat contre la bourse copulatrice. Elle se rétrécit dans le canal post-ampullaire qui bifurque dans le canal déférent et l'oviducte. L'oviducte le plus court pénètre dans la masse de la glande femelle. La masse de la glande femelle est à peu près de la même taille que la glande prostatique. Le court canal déférent se sépare de l'ampoule et s'élargit dans la prostate glandulaire. La prostate se compose de deux glandes distinctes. La partie musculaire du canal déférent quitte la prostate distale en un long conduit alambiqué qui se boucle deux fois puis pénètre dans le large bulbe pénien. Le court canal utérin émerge de la masse de la glande femelle et rejoint le réceptacle séminal sphérique près de sa base. Le conduit reliant le réceptacle et la bourse est très long et enroulé. Le réceptacle séminal piriforme est beaucoup plus petit que la bourse copulatrice sphérique à paroi mince. La prostate ne couvre pas la bourse copulatrice mais s'enroule autour comme il est courant chez d'autres espèces de Halgerda. Le conduit vaginal qui émerge de la base de la bourse copulatrice est long et extrêmement complexe. À sa sortie se trouve le haut du vagin bulbeux. Le vestibule génital commun est grand et large.
Des différences semblent exister entre les spécimens d'eau profonde et d'eau peu profonde, les premiers arborant un manteau et une bordure du pied jaunes et présentant une ampoule longue et tubulaire et un conduit éjaculateur très complexe plus long et plus épais.

## Étymologie
Son nom spécifique, brunneomaculata,  lui a été donné en raison de la présence de taches marron sombre sur son dos.

## Espèce similaire
Halgerda brunneomaculata est similaire à Halgerda formosa.

## Publication originale
- Carlson, C. H., Hoff, P. J. 1993 : « Three new Halgerda species (Doridoidea: Nudibranchia) from Guam ». The Veliger, vol. 36, n. 1, p. 16-26 (lire en ligne).